# Pegau
Pegau je město v německé spolkové zemi Sasko. Nachází se v zemském okrese Lipsko a má přibližně 6 600 obyvatel.

## Historie
První písemná zmínka pochází z roku 1096 a souvisí se založením místního kláštera Wiprechtem Grojčským. V letech 1604–1605 probíhaly v městě čarodějnické procesy. Roku 1994 se k městu připojila do té doby samostatná obec Wiederau a v roce 2012 obec Kitzen. 

## Přírodní poměry
Pegau leží jižně od města Lipsko, s jehož územím v místní části Großschkorlopp sousedí. Reliéf je rovinatý a protéká jím řeka Weiße Elster. Severní částí území prochází dálnice A38, severojižním směrem pak železniční trať Lipsko–Gera. Západně od městského centra se nachází hnědouhelný důl.

## Správní členění
Pegau se dělí na 15 místních částí:
- Eisdorf
- Großschkorlopp
- Großstorkwitz
- Kitzen
- Kleinschkorlopp
- Löben
- Pegau
- Peißen
- Scheidens
- Seegel
- Sittel
- Thesau
- Weideroda
- Werben
- Wiederau

## Pamětihodnosti
- pozdněgotický kostel svatého Vavřince z 15. století
- renesanční radnice z let 15591561
- městské muzeum
- poštovní milníky